# Gabriel Báthory
Conde Gabriel Báthory de Somlya (en húngaro: Báthory Gábor) (Nagyvárad, Transilvania, 15 de agosto de 1589-Nagyvárad, 27 de octubre de 1613). Noble húngaro y Príncipe de Transilvania (1608-1613). Fue el último monarca de la familia Báthory en el trono de Transilvania.

## Biografía
Gabriel Báthoryy nació el 5 de agosto de 1589 en Nagyvárad, como hijo de Esteban Báthory (1553-1601) y Susana Bebek de Pelsőcz († 1595). Tras la muerte de Esteban Bocskai en 1606, aspiraba obtener el trono de Transilvania, pero Segismundo Rákóczi logró que la Asamblea lo escogiese a él. En marzo de 1608 movilizó a los soldados haiduques, quienes eran pastores de ganado y los movilizó contra Rákóczi y pronto lo forzó a renunciar.
Luego de ser electo Príncipe movilizó sus ejércitos contra Valaquia y con esto causó la ira de los turcos y manteniendo una regencia violenta en la cual excluía a los sajones de Transilvania, pronto generó más descontento aún. En 1611 los sajones llamaron a Radul, el Vaivoda de Valaquia, quien entró con sus ejércitos, pero pronto Báthory lo repelió fuera de Transilvania. 
La corte de Viena entonces envió al conde Segismundo Forgách con un ejército germánico, pero éste también fue repelido por las fuerzas de Báthory. Si bien el Príncipe firmó un acuerdo con el emperador germánico, no lo logró con los otomanos y en 1613 enviaron un ejército contra Báthory. A la cabeza del ejército se hallaba Gabriel Bethlen, un noble húngaro quien si tenía la aprobación de los turcos. Gabriel Báthory fue asesinado el 27 de octubre de 1613.